# Try Everything
«Try Everything» (en español, Inténtalo Todo) es una canción interpretada por la cantante colombiana Shakira, compuesta y escrita mayoritariamente por Sia para la película de Walt Disney Animation Studios, Zootopia. La canción fue estrenada el 9 de octubre de 2015.

## Información de la canción

Try everything es la canción principal de la película Zootopia.

La canción fue compuesta principalmente por la cantante Sia, cuya voz puede escucharse en el coro. A la composición también se involucraron Tor Hermansen y Mikkel Eriksen. 
La canción fue escrita para ser parte de la banda sonora de la película Zootopia una cinta que describe la historia de una ciudad habitada por animales donde Shakira pone la voz a Gazelle, la estrella pop de ese mundo imaginario, que tiene un gran parecido a la intérprete de Try Everything.
La canción habla del carácter que se debe tener para lograr un objetivo.

## Antecedentes
El 14 de mayo de 2015, meses antes del lanzamiento de Try everything Shakira escribió a través de su cuenta de Instagram:

Feliz de haber participado en la nueva película de Disney, Zootopia, en donde estaré interpretando a Gazelle.
Shakira

El 25 de junio de 2015 se publicó el segundo tráiler de Zootopia que incluía fragmentos de la canción Try Everything, y además la canción se filtró ese mismo día.
Finalmente, el sencillo fue lanzado de manera oficial el 9 de octubre de 2015 y estuvo disponible en el canal de Youtube de Shakira y para descargar la versión digital en iTunes Store y Google Play. Un día después, la canción fue publicada en streaming a través de Spotify y Deezer. Shakira escribió en las redes sociales:

El nuevo sencillo de Shak, Try Everything, de la película #Zootopia ¡ya está disponible! Escuchen este clip... ShakHQ".
Shakira

## Video musical
El 23 de octubre de 2015 fue publicado en el canal de YouTube de Disney Music un previo del video donde intercalan imágenes de Shakira cantando en un estudio de grabación e imágenes de la película Zootopia, entre las cuales se muestra a Gazelle cantando y moviendo sus caderas en medio de su séquito de tigres bailarines.
El video oficial completo se subió a la cuenta de VEVO de Shakira el 1 de diciembre de 2015 y actualmente cuenta con más de 600 millones de reproducciones.

## Posicionamiento en listas

### Semanales
| Australia      | ARIA                                | 57 |
| Alemania       | Media Control Charts                | 54 |
| Austria        | Ö3 Austria Top 40                   | 39 |
| Bélgica        | Ultratop 40 Singles                 | 9  |
| Canadá         | Canadian Hot 100                    | 49 |
| Croacia        | Croatian Airplay Radio Chart        | 65 |
| Eslovaquia     | Radio Top 100                       | 19 |
| España         | PROMUSICAE                          | 32 |
| Estados Unidos | Billboard Hot 100                   | 63 |
| Estados Unidos | Digital Songs                       | 20 |
| Estados Unidos | Billboard Kid Digital Songs         | 1  |
| Francia        | SNEP Singles Chart                  | 43 |
| Hong Kong      | Music Weekly                        | 6  |
| Hungría        | Magyar Hanglemezkiadók Szövetsége   | 6  |
| Indonesia      | Asosiasi Industri Rekaman Indonesia | 10 |
| Japón          | Japan Hot 100 Overseas              | 1  |
| Líbano         | The Official Lebanese Top 20        | 1  |
| Malasia        | Persatuan Industri Rakaman Malaysia | 3  |
| Singapur       | Music Weekly                        | 1  |
| Suiza          | Schweizer Hitparade                 | 55 |
| Tailandia      | Music Weekly                        | 11 |

## Certificaciones
| País           | Organismo certificador | Certificación | Ventas Certificadas | Ref.   |
| -------------- | ---------------------- | ------------- | ------------------- | ------ |
| Estados Unidos | RIAA                   | 3× Platino    | 3 000 000           | [ 28 ] |
| Reino Unido    | BPI                    | Oro           | 400.000             | [ 29 ] |

## Premios y nominaciones
Grammy Awards
| Año  | Trabajo nominado | Categoría                                       | Resultado |
| ---- | ---------------- | ----------------------------------------------- | --------- |
| 2015 | Try Everything   | Mejor canción escrita para un medio audiovisual | Nominada  |